# Ignacio de Campos
José Ignacio de Campos Júnior (Americana, 1966-2009) foi um compositor, contrabaixista e pesquisador musical brasileiro.

## Biografia
Formou-se no segundo grau (atual ensino médio) em técnico em química pela Escola Estadual Conselheiro Antônio Prado - ETECAP em Campinas no ano de 1985. 
Graduou-se pela Unicamp. Na mesma universidade fez o seu mestrado e doutorado em música eletroacústica.
Estudou composição com Karlheinz Stockhausen, Philippe Manoury, Kaija Sahariaho, Salvatore Sciarrino, José Augusto Mannis e Rodolfo Caesar.
Em 1989, formou, com o compositor Alexandre Lunsqui, o grupo de improvisação contemporânea In Sanum Ensemble, com a participação de Álvaro Peterlevitz (violino), Paulo Justi (fagote), Glória Cunha (percussão) e Frederico Grassano (violão). O grupo atuou até 1997.
Venceu o Concurso Funarte de Composição Contemporânea de 2001, na categoria música eletroacústica. No mesmo concurso recebeu o prêmio do público, pela obra Textvm. Apresentou-se no Itaú Cultural, no Instituto Tomie Ohtake e no IRCAM com obras de live-electronics. Também desenvolveu projetos de interatividade e instalações sonoras.
Foi professor de composição, música eletroacústica e manejo de hardware no estúdio da Faculdade Santa Marcelina, também foi um importante articulador de concertos e promotor da música eletroacústica na instituição.

## Obras
Entre as mais importantes composições de José Ignacio encontram-se Valdrada (2004), Expassum (1997), Textum (2000), Coertejo para Rosenbloom (2002), Motus Animi (1999) e Deposuit... (2001).
Na produção teórica, os destaques são os artigos A Construção de Valdrada e Projeto e Implementação Sonora em Ópera, um Ambiente Imersivo-Interativo Desenhado em Sistemas de Realidade Virtual, além da dissertação de mestrado Interação Tímbrica na Música Eletroacústica Mista.